# مجموعة كومهو أسيانا
مجموعة كومهو أسيانا (بالإنجليزية: Kumho Asiana Group)‏ (هانغل: 금호아시아나그룹; هانجا: 錦湖아시아나그룹) هي تشيبول كورية جنوبية كبيرة، تضُم شركات تابعة تعمل في قطاعات البناء، والإلكترونيات، وتقانة المعلومات، والترفيه، واللوجستيات، والتصنيع، والسياحة والنقل. يقع المقر الرئيسي للمجموعة في برج كومهو أسيانا الرئيسي [الإنجليزية] في دونج [الإنجليزية] سينموننو 1-غا [الإنجليزية]، في حي جونغنو، سول، كوريا الجنوبية.

## الشركات التابعة
- كومهو للهندسة والبناء [الإنجليزية].
- كومهو سونجنيسان اكسبرس.
- كومهو للأعمال.
- قاعة كومهو للفنون.
- مؤسسة كومهو آسيانا الثقافية.
- كومهو للكهرباء.
- أسيانا العداد.
- أسيانا ليجر.
- متحف كومهو للفنون.